# Governo grego no exílio
```
   |-
       |
Erro:
:  
valor não especificado para "
nome_comum
"
```

O governo grego no exílio, reconhecido pelos Aliados, escapou do país em maio de 1941 durante a derrota para o Eixo, na invasão da Grécia. Ele retornou ao país no inverno de 1944, após a evacuação do território grego pelas forças alemãs.

## Antecedentes
Com a eclosão da Segunda Guerra Mundial, o ditador grego Ioánnis Metaxás, apesar de sua admiração pelas potências fascistas, decidiu manter a neutralidade do país no confronto, com algum favor para a Grã-Bretanha, potência que mais interferia nos assuntos do país. O rei Jorge II, de quem dependia em grande parte a autoridade de Metaxas, também era firmemente filobritânico.
Apesar dos esforços de Metaxás para não participar da guerra, Mussolini invadiu o país em outubro de 1940, sofrendo uma rápida derrota que obrigou as unidades italianas a se retirarem para a Albânia. O apoio britânico, limitado a um certo número de aeronaves, apesar da garantia aliada de abril de 1939, não era desejado por Metaxás, que temia provocar a intervenção alemã se tropas terrestres aliadas desembarcassem em solo grego. No final de janeiro de 1941, diante da clara intenção alemã de intervir e da morte de Metaxás, o novo governo grego estava disposto a finalmente aceitar as unidades britânicas oferecidas.
Sendo estas insuficientes e enviadas tardiamente e incorretamente por um mal-entendido entre britânicos e gregos no final de fevereiro, elas não conseguiram parar o ataque alemão, desencadeado simultaneamente com a invasão da Iugoslávia em 6 de abril de 1941. A posterior tentativa de manter o controle de Creta foi também em vão. No final de maio, toda a Grécia estava sob ocupação conjunta da Alemanha, da Itália e da Bulgária.
O rei Jorge II de Grécia e seu Governo, presidido pelo republicano Emmanuíl Tsuderós desde 21 de abril de 1941 depois do suicídio de seu predecessor Aléxandros Korizis, partiram ao exílio, indo para o Egito.

## Governo de Tsuderós
Depois de passar pela África do Sul, o Governo mudou-se para Londres em setembro de 1941. O gabinete, formado às pressas durante os últimos dias da campanha militar, continha proeminentes ex-ministros da ditadura metaxista, como o homem encarregado do aparato de segurança do regime, Maniadakis, Nikoludis, o ministro da imprensa e chefe da censura, ou Dimitratos, ministro de Trabalho.
Juntamente com o monarca e o governo, algumas unidades das forças armadas exilaram-se e a estas juntaram-se forças majoritariamente venicelistas e hostis ao rei, como interlocutores das importantes comunidades gregas no Egito. Para tentar agradar a eles, alguns dos mais proeminentes partidários de Metaxás deixaram o governo no começo de junho de 1941. O gesto não teve muito sucesso e os venicelistas seguiram desconfiando dos planos do premiê e do soberano. Os britânicos também não estavam satisfeitos com o ritmo de mudança no governo e com a falta de garantias de um futuro constitucional.
Como um gesto para os britânicos, Tsuderós proclamou o fim do regime metaxista no aniversário do ataque italiano à Grécia (28 de outubro de 1941). A lentidão nas mudanças, no entanto, além de desagradar aos britânicos, deu forças aos republicanos.
No começo de fevereiro de 1942 o gabinete de Tsuderós revogou outra parte da legislação aprovada durante a ditadura e despediu a Dimitratos. Na primavera, a chegada de Panagiótis Kanellópulos, vindo da Grécia, considerado um dos futuros principais políticos do período pós-guerra, reforçou a ala de Tsuderós, que fez dele vice-primeiro ministro e ministro da Defesa. Sua nomeação coincidiu com a purga final dos mais notáveis metaxistas do Governo.
As relações entre o governo grego e os seus anfitriões britânicos se deterioram principalmente devido a três causas:
- O irredentismo grego, que queria mudanças territoriais a seu favor nas fronteiras albanesa, iugoslava e búlgara, e a cessão de Chipre e do Dodecaneso, questões que os britânicos não queriam enfrentar durante a guerra.[9]
- A relação com os movimentos de resistência que surgiam na Grécia, especialmente com o principal, EAM, controlado pelo Partido Comunista da Grécia. A importância destes era maior para os comandantes militares da região do que para as autoridades gregas ou para o Ministério das Relações Exteriores britânico, que subestimavam sua relevância.[10] Desconfiando da segurança no governo grego, os comandantes britânicos mal transmitiam informações sobre suas operações no país. As queixas gregas foram ignoradas.
- A forma de governo depois da libertação do país.[11] A monarquia e o próprio soberano, pró-britânico e primo de Jorge VI, tinham as simpatias das autoridades britânicas.[12] A opinião pública na Grécia, pelo contrário, era cada vez mais hostil a ambos e mais favorável à república. Em março de 1943, Churchill deu ordem de respaldar firmemente ao rei e a seu Governo.[13]

A relutância do monarca em declarar que ele não voltaria à Grécia sem um plebiscito prévio aumentou o descontentamento de seus oponentes.

### Postura britânica para a Grécia
O governo britânico atribuía grande importância à composição do governo grego, considerando o país crucial para os interesses britânicos e suas comunicações com o Egito, a Índia e as possessões coloniais na Ásia. A forma de governo preferida pelos ingleses para o país era a monarquia constitucional que, em sua opinião, favoreceria os interesses de Londres. Isto converteu o regresso do rei Jorge II à Grécia numa prioridade da política de Winston Churchill. Apesar da insistência britânica na manutenção de um governo no exílio como fonte de legitimidade, sua atitude em relação a isso era geralmente depreciativa. A tendência grega à política partidária e à divisão exasperaram as autoridades britânicas.

## Regresso ao Egito e crise com a resistência
Em março de 1943 o monarca e seu governo regressaram ao Cairo. A transferência foi devido a um problema de disciplina entre as tropas gregas estacionadas na área, entre as quais se estendia o descontentamento pela postura real. Como consequência da crise, vários venicelistas entraram no Governo. O gabinete era formado praticamente por venicelistas, pouco próximos do monarca, enquanto os políticos que permaneceram na Grécia continuavam pressionando o rei para que ele aceitasse não voltar sem uma votação nacional anterior que aprovasse seu retorno.
Em face da crescente pressão, o monarca divulgou um comunicado em termos vagos em 4 de julho de 1943, expressando respeito pela opinião popular sobre a questão constitucional e prometendo eleições em menos de 6 meses após a libertação, que não acalmou seus críticos.
Em agosto, a chegada, inesperada para o governo, de alguns destacados delegados dos movimentos da resistência grega, ao Cairo precipitou uma crise no governo. A chegada de um notável político de Atenas reuniu no Egito as diferentes partes envolvidas no futuro da Grécia: os exilados, os políticos da capital e as forças resistentes. O Ministério das Relações Exteriores, no entanto, opôs-se a aproveitar a oportunidade para formar um governo de coalizão que, do seu ponto de vista, teria sido "claramente republicano, se não comunista".
Os representantes da guerrilha, dos políticos atenienses e mais tarde o próprio governo solicitaram abertamente que o rei não voltasse sem aquiescência popular, enquanto o monarca tentava recrutar o apoio de Churchill e de Franklin D. Roosevelt para não ceder ao pedido. A tentativa britânica de devolver a Grécia aos delegados da resistência abruptamente exacerbou ainda mais a crise. Eles responderam exigindo entrar no governo e obter os ministérios do Interior, da Justiça e da Defesa, perdendo o apoio de Tsuderós, que via essa exigência como uma ameaça à sua autoridade. Enquanto isso, o monarca obteve o apoio de Roosevelt e Churchill para se opor a condicionar seu retorno a um plebiscito. Em setembro, os delegados da guerrilha retornaram à Grécia, muito insatisfeitos e suspeitando que os britânicos tinham planos de impor o retorno do soberano, mesmo à força.
Pouco depois eclodiu a guerra civil entre os guerrilheiros gregos, e os britânicos suspenderam sua ajuda ao ELAS e tentaram, obter apoio para seu protegido, Napoleão Zervas, líder do EDES, a guerrilha mais pró-britânica. Suas tentativas de reforçar os anticomunistas com uma declaração real sobre o retorno do monarca após a libertação, no entanto, falharam devido à obstinação deste.
Depois de conseguir um precário cessar-fogo entre as facções resistentes em fevereiro de 1944, o EAM deu um novo golpe ao criar em março o "Comitê Político de Libertação Nacional" (PEEA), uma organização para administrar o território liberado da ocupação alemã. Apesar de não se declarar um novo governo, o Comitê era uma clara ameaça à autoridade do governo exilado.
A formação do Comitê levou aos numerosos defensores do EAM nas forças armadas do Oriente Médio a exigir a formação de um novo governo de unidade baseado nele, o que levou ao motim de algumas das tropas. Apesar da decisão de Churchill de esmagar as revoltas, isso não foi alcançado sem causar uma grave crise do governo. Tsuderós se demitiu e Sofoklis Venizelos sucedeu-lhe brevemente à frente do executivo. Em 26 de abril de 1944, apenas doze dias após sua nomeação e tendo demonstrado sua incapacidade de resolver a crise, ele foi substituído por Geórgios Papandréu, recém-chegado da Grécia.

## Crise de abril de 1944 e a intervenção britânica
Depois da crise no governo e nas forças armadas no exílio em abril de 1944, os britânicos, com o consentimento dos políticos gregos anticomunistas, começaram a intervir abertamente na política grega, intervenção que continuou até a entrada americana em assuntos gregos, em março de 1947. Os britânicos interferiram nos gabinetes gregos a vontade.
O EAM condenou as motrizes e acudiu à conferência do Líbano, criando um novo gabinete de coalizão em 20 de maio de 1944 e um governo que estabeleceu a autoridade do novo governo sobre as guerrilhas. Apenas 5 dos 20 ministérios ficavam reservados para o EAM. O comitê central, no entanto, rejeitou as concessões feitas por seus delegados e aumentou suas demandas. Papandréu recusou estas demandas e as conversas cessaram.
A essa altura, um novo fato mudou a paisagem política: o acordo entre Churchill e Stalin para dividir as áreas de influência nos Bálcãs (que concedia a Grécia aos britânicos em troca do controle soviético da Romênia), alcançado em outubro de 1944. Embora não haja provas concretas, suspeita-se que o acordo, que começou a ser negociado em abril, tenha sido vazado para o EAM pelos soviéticos e causou a moderação da posição deste último no final de julho de 1944, e sua subsequente entrada no governo. O pacto, em todo caso, permitiu que um governo desmoralizado, com pouco apoio entre a população, tomasse o poder logo depois, graças à passividade de Stalin acordada com o primeiro-ministro britânico.
Em setembro de 1944 seis ministros eleitos pelo EAM entraram no gabinete de Papandréu. Em 26 de setembro de 1944, os comandantes do EDES e do ELAS se comprometeram, em Caserta, a submeter suas unidades ao governo, que as entregou ao controle do comando aliado na região, liderado pelo general britânico Ronald Scobie.

## Retorno à Grécia
O Governo regressou ao país a bordo do cruzador Georgios Averof depois da evacuação alemã, apoiado por tropas britânicas, em 18 de outubro de 1944 Estas deveriam respaldar a autoridade do gabinete, inclusive com o uso da força. A disposição de Churchill a abandonar a sorte os governos polaco e iugoslavo ao final da guerra reforçou sua decisão de manter um governo não comunista na Grécia.
Apesar do reconhecimento teórico geral do governo por todas as partes significativas da política grega, em menos de dois meses Papandréu e seus ministros foram imersos na segunda fase da Guerra Civil Grega, que começou com a insurreição comunista de dezembro de 1944.